# SD-Baureihe 184.5
Die Fahrzeuge der SD-Baureihe 184.5 sind elektrische Lokomotiven der tschechischen Eisenbahngesellschaft SD – Kolejová doprava (SD-KD) für den schweren Güterzugdienst.

## Geschichte
1988 gaben die Tschechoslowakischen Staatsbahnen (ČSD) bei Škoda in Plzeň die Entwicklung einer neuen sechsachsigen elektrischen Lokomotive für 3 kV Gleichspannung in Auftrag. Gefordert war eine weitgehende Verwendung der bewährten Baugruppen der vierachsigen Reihe 163. Aus dieser Forderung resultiert die Ausführung mit drei zweiachsigen Drehgestellen.
Die neue Lokomotive war vor allem als Ersatz für die überalterten Güterzug-Baureihen 181 und 182 vorgesehen. Darüber hinaus sollte durch Änderung der Getriebeübersetzung auch eine Lokomotive für den schweren Schnellzugverkehr abgeleitet werden. Im 1988 eingeführten EDV-Nummernschema der ČSD waren die Reihennummern 184 (für die Güterzugversion) und 164 (für die Schnellzugversion) vorgesehen. Die Serienlieferung sollte ursprünglich 300 Lokomotiven umfassen.
Erst 1994 stellte Škoda die ersten beiden Prototyplokomotiven 184 001 und 002 fertig. Die 184 002 war versuchsweise mit einer Getriebeübersetzung für 155 km/h Höchstgeschwindigkeit ausgestattet worden. Im Laufe des Jahres 1994 wurden beide Lokomotiven auf dem Versuchsring in Velim umfangreich getestet. Dabei erreichte die 184 002 eine Höchstgeschwindigkeit von 200 km/h.
Bedingt durch die gesellschaftlichen und wirtschaftlichen Umwälzungen nach der Samtenen Revolution 1989 und der darauf erfolgten Teilung des Landes in die Staaten Tschechien und Slowakei blieb eine Bestellung von Serienlokomotiven allerdings aus. Die beiden Prototyplokomotiven wurden dann 1996 vom Bergbauunternehmen Severočeské doly als Werkbahnlokomotiven erworben. Dort erhielten sie die Nummern 184 501 und 502. 1999 wurden schließlich noch zwei weitere Lokomotiven für das Bergbauunternehmen gebaut. Trotz des praktisch ausschließlichen Einsatzes im Güterverkehr sind die Lokomotiven mit Versorgungsmöglichkeiten für die Zugsammelschiene ausgerüstet.
2001 gründete Severočeské doly die hundertprozentige Tochtergesellschaft SD – Kolejová doprava. In dem neuen Unternehmen wurde der gesamte normalspurige Anschlussbahn- und Grubenbahnbetrieb der Gruben Doly Bílina und Doly Nástup Tušimice vereinigt. Auch die vier Lokomotiven befinden sich seitdem im Eigentum von SD – Kolejová doprava. Eingesetzt werden sie vor den Braunkohle-Ganzzügen zur Belieferung des Kraftwerkes Tušimice.